# Vanessa Körndl
Vanessa Körndl (* 23. Juni 1997 in Altmannstein) ist eine deutsche Taekwondoin. Zu ihren größten Erfolgen zählt der Gewinn einer Bronzemedaille bei den Europameisterschaften.

## Sportliche Laufbahn
Vanessa Körndl gewann 2014 eine Silbermedaille bei den Junioren-Weltmeisterschaften in Taipeh in der Gewichtsklasse bis 63 kg, nachdem sie im Finale Matea Jelić unterlag.
Bei den Militärweltmeisterschaften 2018 in Rio de Janeiro gewann Körndl die Silbermedaille in der Klasse der Frauen bis 67 kg. Im darauffolgenden Jahr gewann sie bei den Militärweltspielen in Wuhan ebenfalls eine Silbermedaille, hier in der Gewichtsklasse bis 73 kg.
Bei den Europameisterschaften in den olympischen Gewichtsklassen 2019 in Dublin sowie bei den Taekwondo-Weltmeisterschaften der Frauen 2021 in Riad gewann sie jeweils eine Bronzemedaille in der Klasse bis 67 kg. 2023 nahm Körndl an den Europaspielen teil, unterlag jedoch im Viertelfinale Matea Jelić mit 1:2.
2024 wurde Körndl in Mungyeong Militärweltmeisterin in der Klasse bis 67 kg, im darauffolgenden Jahr gelang es ihr, diesen Titel in Warendorf zu verteidigen.

## Werdegang
Körndl ist Sportsoldatin.